# Benque-Dessous-et-Dessus
Benque-Dessous-et-Dessus är en kommun i departementet Haute-Garonne i regionen Occitanien i södra Frankrike. Kommunen ligger i kantonen Bagnères-de-Luchon som tillhör arrondissementet Saint-Gaudens. År 2022 hade Benque-Dessous-et-Dessus 29 invånare.

## Befolkningsutveckling
Antalet invånare i kommunen Benque-Dessous-et-Dessus
Referens:INSEE